# Ordine del Sole supremo
L'Ordine del Sole Supremo (Nishan-i-Lmar-i-Ala) era un ordine cavalleresco dell'Afghanistan monarchico.

## Storia
L'ordine venne fondato nel 1897 dall'emiro Habibullah Khan e riformato nel 1920 dal re Amānullāh Khān con l'intento di premiare quanti si fossero largamente distinti a favore dello stato.
Nel 1973, con il colpo di Stato che pose fine alla monarchia afghana, anche l'Ordine venne soppresso ed al suo posto venne fondato l'Ordine del Sole e della libertà, avente i medesimi proponimenti di premiazione.

## Insegne
La medaglia dell'ordine consisteva in una placca d'oro rettangolare con quattordici stelle ed un sole, circondata da una corona d'alloro in argento.
La placca era composta di una stella d'oro raggiante avente in centro un disco d'argento con inciso il nome dell'Ordine ed il motto annesso.
Il nastro era blu con una striscia rossa in mezzo. Nel 1960 venne cambiato con un nastro azzurro con una striscia rossa per parte.

## Gradi
L'Ordine constava dei seguenti gradi:
- Collare
- Membro di I Classe
- Membro di II Classe
- Membro di III Classe
- Medaglia d'onore